# Mevrouw Stokvis
Mevrouw Stokvis is een personage uit de stripreeks De Kiekeboes. Ze is de beste vriendin van Moemoe, maar verschijnt nooit in beeld. Net als Moemoe debuteerde ze in het album Meesterwerken bij de vleet. (1981)

## Oorsprong
Merho bedacht Mevrouw Stokvis als een onzichtbaar personage. Hij heeft geen plannen om haar ooit in beeld te laten verschijnen. De naam is afgeleid van de vissoort stokvis. Het idee voor de naam kreeg Merho toen hij langs een Parijse fabriek reed, die de naam Stokvis droeg. Later zouden fans het ook linken aan "Vriendje Stokvis" uit Toen Was Geluk Heel Gewoon op de Nederlandse televisie.
In het album Het Stokvis-incident speelt ze een belangrijke rol, al heeft ze met het eigenlijke 'incident' niets te maken.

## Biografie
Er is weinig over Mevrouw Stokvis geweten. Ze heeft een zoon die blijkbaar veel meer voor haar doet dan Marcel Kiekeboe voor Moemoe. In Album 26 blijkt hij enkele albums van Kiekeboe te hebben gelezen, maar vindt dat er te weinig boodschap in zit, waarop Moemoe abuis boodschappen gaat doen. Ook heeft Mevrouw Stokvis een kleinzoon die ze een scheikundedoos heeft gegeven, wat verklaart waarom Moemoe er ook één aan Konstantinopel Kiekeboe geeft (De pili-pili pillen).  Ze heeft ook een oudere kleinzoon en een achterkleinkind aangezien ze vermeldt dat de vrouw van haar oudste kleinzoon elk moment kon bevallen.De kleindochter van Stokvis blijkt in De wraak van Dédé verloofd met een assistent laborant. In Het lot van Charlotte vernemen we dat haar achterneef een werkloze licentiaat archeologische futurologie is en dus de kost verdient met huishoudelijke apparaten te demonstreren. Hij verschijnt in het album ook in beeld. In Het witte bloed logeert Moemoe op een camping omdat Mevrouw Stokvis’ neef er een caravan heeft.
Mevrouw Stokvis lijkt ook wel vaak last van ziektes te hebben. Ze is geregeld afwezig of verhinderd wanneer Moemoe ergens heen gaat. In Het Stokvis-incident blijkt ze al jaren in behandeling bij Professor Panlat. Hij noemt een hele kwestie naar haar naam, maar later blijkt dat de vrouw zelf er niets mee te maken had. In De zes sterren werd ze tijdens een busrit ziek. In De fez van Fes gaat Moemoe in haar plaats via een gewonnen prijs naar Marokko omdat ze mazelen heeft gekregen.
Mevrouw Stokvis lust blijkbaar geen gebak met amandelen (Het lot van Charlotte), noch koffie, maar wel thee (Zeg het met bloemen).
In de toekomst zal het woord “Stokvis” een synoniem worden voor “het onbekende”, aldus volgens het album De wereld volgens Kiekeboe.
In album 147 (Gebroken Zwart) wordt de voornaam van mevrouw Stokvis onthuld: Wivina.

## Personage
Mevrouw Stokvis komt vrijwel altijd ter sprake als Moemoe ten tonele verschijnt. Ze praat vaak over haar vriendin en haar familie. Meestal vraagt Moemoe de familie Kiekeboe om dingen voor Mevrouw Stokvis te regelen (souvenirs, kaartjes,...) of voor haarzelf te doen om indruk op haar vriendin te maken of louter omdat Stokvis er wel over beschikt en Moemoe niet.
Moemoe is doorgaans vol lof over Mevrouw Stokvis, maar lijkt ook wat afgunstig. Als ze verneemt dat Fanny in De wraak van Dédé verloofd is met een student rechten is ze blij dat ze hierover tegen Mevrouw Stokvis kan opscheppen. In De bende van Moemoe en Prettige feestdagen klaagt Moemoe dat haar pensioen in vergelijking met Mevrouw Stokvis erg mager is. Daarnaast doet Moemoe ook veel dingen omdat haar boezemvriendin deze ook doet. In De taart gaat Moemoe naar de begrafenis van de neef van de schoonzuster van de overbuur van de werkster van Mevrouw Stokvis.
Af en toe hebben de dames weleens ruzie, zoals in De zoete regen waarin Moemoe Stokvis’ kleinzoon zelfgemaakte bessenjam schonk en hij ze gebruikte om er postzegels mee te kleven. Ze leggen hun conflicten echter altijd snel weer bij.